# Lazowie
Lazowie – południowokaukaska grupa etniczna, zamieszkująca historyczną Lazykę, położoną w nadmorskiej północno-wschodniej Turcji oraz parę wiosek w Adżarii. Posługują się językiem lazyjskim, choć prawie wszyscy znają również turecki bądź gruziński. Blisko spokrewnieni z Megrelami, których wespół z nimi, można nazwać Zanami. Podejrzewa się, że jeszcze 500 lat temu stanowili jedną grupę etniczną. Ulegli już w znacznym stopniu sturczeniu i, z uwagi na gwałtowny zanik języka, w najbliższej przyszłości grozi im całkowita asymilacja. 